# Список эпизодов мультсериала «Новые приключения Человека-паука»
Ниже представлен список эпизодов мультсериала «Новые приключения Человека-паука».

## Обзор серий
| Сезон | Серии | Серии | Даты показа  | Даты показа     | Даты показа |
| Сезон | Серии | Серии | Первая серия | Последняя серия | Канал       |
| ----- | ----- | ----- | ------------ | --------------- | ----------- |
| 1     | 13    | 13    | 8 марта 2008 | 14 июня 2008    | The CW      |
| 2     | 13    | 13    | 22 июня 2009 | 18 ноября 2009  | Disney XD   |

## Эпизоды

### Первый сезон (2008)
| № общий | № в сезоне | Название                                               | Режиссёр       | Автор сценария | Дата премьеры     | Произв. код |
| --- | ---------- | ------------------------------------------------------ | -------------- | -------------- | ----------------- | ----------- |
| 1 | 1          | «Выживает сильнейший» «Survival of the Fittest»        | Виктор Кук     | Грег Вайсман   | 8 марта 2008 года | 101         |
| В «OsCorp» пожилой учёный Эдриан Тумс узнаёт о том, что Норман Озборн украл разработку Тумса для своей компании, и теперь Эдриан становится «Грифом» — супер-злодеем, использующим специальное устройство, позволяющее ему летать и наделяющее особой защитой, чтобы жестоко отомстить ему. А вскоре, таинственный «Большой Босс» вызывает «Громил» (Инфорсеров) — банду Нью-Йоркских головорезов, специализирующихся на выполнении грязной работы для криминальных авторитетов города, чтобы уничтожить Человека-Паука, который срывает преступные планы «Босса». Питер и Гвен становятся учениками в лаборатории Курта Коннорса и его жены Марты, где работает друг детства Паркера — Эдди Брок и где произошёл несчастный случай, когда Питера укусил подопытный паук, а также он (Питер) хочет устроиться на работу в «Daily Bugle», чтобы затем продать фотографии своего альтер эго редактору газеты — Джею Джоне Джеймсону. Впоследствии, Питер в костюме супер-героя вступает в схватку с «Громилами» и Грифом, и побеждает их, спасая жизнь Нормана Озборна. В конце эпизода, Питер и тётя Мэй говорят по душам и приходят к взаимопониманию. |            |                                                        |                |                |                   |             |
| 2 | 2          | «Взаимодействия» «Interactions»                        | Трой Адимитес  | Кевин Хоппс    | 8 марта 2008      | 102         |
| История об Электро. |            |                                                        |                |                |                   |             |
| 3 | 3          | «Естественный отбор» «Natural Selection»               | Дейв Буллок    | Мэтт Уэйн      | 15 марта 2008     | 103         |
| История о Ящере. Курт Коннорс пытался восстановить потерянную руку и ввёл себе ДНК ящерицы, но сам превратился в неё. Человек-паук всё-таки смог остановить его. При этом Питер сделал удачные фотки Паука, но потерял доверие друзей. |            |                                                        |                |                |                   |             |
| 4 | 4          | «Рыночные силы» «Market Forces»                        | Дэн Фосетт     | Эндрю Робинсон | 22 марта 2008     | 104         |
| История о Шокере. Паркер из-за фотографий теряет доверие Гарри Озборна. |            |                                                        |                |                |                   |             |
| 5 | 5          | «Соревнование» «Competition»                           | Трой Адомайтис | Кевин Хоппс    | 29 марта 2008     | 105         |
| История о Песочном Человеке. Питер пробуется в команду по американскому футболу с Гарри. Гвен Стейси постепенно проявляет внимание к Питеру. |            |                                                        |                |                |                   |             |
| 6 | 6          | «Невидимая рука» «The Invisible Hand»                  | Дейв Буллок    | Мэтт Уэйн      | 12 апреля 2008    | 106         |
| История о Носороге. Питер узнает личность «Большого Босса». Знакомимся с Мэри Джейн Уотсон. |            |                                                        |                |                |                   |             |
| 7 | 7          | «Катализатор» «Catalysts»                              | Виктор Кук     | Эндрю Робинсон | 26 апреля 2008    | 107         |
| История о Зелёном Гоблине. |            |                                                        |                |                |                   |             |
| 8 | 8          | «Реакция» «Reaction»                                   | Дженнифер Койл | Рэнди Джандт   | 3 мая 2008        | 108         |
| История о Докторе Осьминоге. Постоянные изменения на фронте отношений. |            |                                                        |                |                |                   |             |
| 9 | 9          | «Принцип неопределённости» «The Uncertainty Principle» | Дейв Баллок    | Кевин Хоппс    | 10 мая 2008       | 109         |
| Последнее сражение с Гоблином в этом сезоне, раскрытие его личины в виде Гарри. В конце земляне обнаруживают симбиот. |            |                                                        |                |                |                   |             |
| 10 | 10         | «Новый имидж» «Persona»                                | Дэн Фаусетт    | Мэтт Уэйн      | 17 мая 2008       | 110         |
| История о Хамелеоне. Питер обрел чёрный костюм. |            |                                                        |                |                |                   |             |
| 11 | 11         | «Групповая терапия» «Group Therapy»                    | Дженнифер Койл | Эндрю Робинсон | 31 мая 2008       | 111         |
| Питер поймёт, что костюм — живой организм. Сражение со Зловещей шестёркой. |            |                                                        |                |                |                   |             |
| 12 | 12         | «Интервенция» «Intervention»                           | Дейв Баллок    | Грег Вайсман   | 7 июня 2008       | 112         |
| Внутренний конфликт Паркера. Он пытается избавиться от симбиота, и ему это удаётся. |            |                                                        |                |                |                   |             |
| 13 | 13         | «Гены и среда» «Nature vs. Nurture»                    | Виктор Кук     | Кевин Хоппс    | 14 июня 2008      | 113         |
| История о Веноме. Симбиот соединяется с Эдди Броком. Возврат доверия друзей. |            |                                                        |                |                |                   |             |

### Второй сезон (2009)
| № общий | № в сезоне | Название                                           | Режиссёр       | Автор сценария | Дата премьеры   | Произв. код |
| --- | ---------- | -------------------------------------------------- | -------------- | -------------- | --------------- | ----------- |
| 14 | 1          | «Чертежи» «Blueprints»                             | Дженнифер Койл | Кевин Хоппс    | 22 июня 2009    | 201         |
| История о Мистерио. Питер определяется с девушкой. Находит работу. |            |                                                    |                |                |                 |             |
| 15 | 2          | «Разрушительный эксперимент» «Destructive Testing» | Кевин Алтиери  | Мэтт Уэйн      | 22 июня 2009    | 202         |
| История о Крэйвене Охотнике. Гвен или Лиз? |            |                                                    |                |                |                 |             |
| 16 | 3          | «Зловещая шестёрка» «Reinforcement»                | Майк Гогуэн    | Эндрю Робинсон | 29 июня 2009    | 203         |
| Паук вновь сталкивается со Зловещей шестёркой, на сей раз слегка обновлённой. |            |                                                    |                |                |                 |             |
| 17 | 4          | «Грубая сила» «Shear Strength»                     | Дженнифер Койл | Рэнди Джандт   | 6 июля 2009     | 204         |
| Человек-паук должен остановить Октопуса прежде, чем он захватит мир. Питер начинает встречаться с Лиз. |            |                                                    |                |                |                 |             |
| 18 | 5          | «Первые шаги» «First Steps»                        | Кевин Алтиери  | Кевин Хоппс    | 13 июля 2009    | 205         |
| Возвращение Гарри. |            |                                                    |                |                |                 |             |
| 19 | 6          | «Новые трудности» «Growing Pains»                  | Майк Гоуген    | Николь Дюбюк   | 20 июля 2009    | 206         |
| Веном преследует Человека-Паука. |            |                                                    |                |                |                 |             |
| 20 | 7          | «Кризис личности» «Identity Crisis»                | Дженнифер Койл | Эндрю Робинсон | 27 июля 2009    | 207         |
| «Дэйли Бъюгл» ведёт расследование по поводу раскрытия второй личности Питера. |            |                                                    |                |                |                 |             |
| 21 | 8          | «Сообщники» «Accomplices»                          | Кевин Алтиери  | Николь Дюбюк   | 7 октября 2009  | 208         |
| Человек-паук, Молотоглав, Сильверсейбл и Рино борются за устройство, позволяющие создавать клонов Рино. |            |                                                    |                |                |                 |             |
| 22 | 9          | «Возможная причина» «Probable Cause»               | Майкл Гоуген   | Кевин Хоппс    | 14 октября 2009 | 209         |
| Новые Инфорсеры (старые, но теперь не только Шокер обладает костюмом с суперспособностями) противостоят Пауку. |            |                                                    |                |                |                 |             |
| 23 | 10         | «Территория бандитов» «Gangland»                   | Дженнифер Койл | Эндрю Робинсон | 21 октября 2009 | 210         |
| Томбстоун, Док Ок и Сильвермейн борются за контроль над городом. У Питера и других свидание. |            |                                                    |                |                |                 |             |
| 24 | 11         | «Подтекст» «Subtext»                               | Кевин Алтиери  | Николь Дюбюк   | 4 ноября 2009   | 211         |
| История о Расплавленном Человеке. |            |                                                    |                |                |                 |             |
| 25 | 12         | «Премьера» «Opening Night»                         | Майк Гоуген    | Грег Вайсман   | 18 ноября 2009  | 212         |
| Чёрная кошка пытается вызволить из тюрьмы своего отца, который являлся убийцей дяди Бэна. |            |                                                    |                |                |                 |             |
| 26 | 13         | «Занавес» «Final Curtain»                          | Виктор Кук     | Кевин Хоппс    | 18 ноября 2009  | 213         |
| Питер узнаёт, кто на самом деле скрывается под маской зелёного безумца — всё-таки это был Норман Озборн, который хитро всё подстроил, подставив даже сына. Налаживаются отношения с Гвен, однако им так и не удаётся быть вместе. |            |                                                    |                |                |                 |             |